# Rentjärnen (Jokkmokks socken, Lappland)
Rentjärnen är en sjö i Jokkmokks kommun i Lappland och ingår i Piteälvens huvudavrinningsområde.